# Jabal Ferwa
Le jabal Ferwa est une montagne d'Arabie saoudite. Il se situe à une altitude de 3 002 mètres dans la province d'Asir et est par conséquent le plus haut sommet du pays. La plupart des autorités déclarent que le plus haut sommet du pays est le Jabal Sawda qui culminerait à une altitude de 3 133 mètres, mais les données SRTM indiquent une altitude de 2 985 mètres, et des mesures effectuées au sommet ont rendu une altitude de 2 998,7 mètres.